# Platysenta pagetolophus
Platysenta pagetolophus är en fjärilsart som beskrevs av Dyar 1907. Platysenta pagetolophus ingår i släktet Platysenta och familjen nattflyn. Inga underarter finns listade i Catalogue of Life.